# Estação Colón
Colón é uma estação da Linha 4 do Metro de Madrid. A Estação esta localizada junto ao Museo de cera de Madrid.

## História
A estação abriu ao público em 23 de março de 1944, fazendo parte da primeira seção da linha 4 entre as estações de Argüelles e Goya.